# 福知山維新の会
福知山維新の会（ふくちやまいしんのかい）は、京都府福知山市で代表の荒川浩司市議のほか、高橋正樹市議、稲垣司郎市議、塩見日出勝市議が設立した政治団体。地域主権（地方分権）時代の到来にふさわしい基本的枠組み構築のため、広域的なネットワークを確立し、自立した福知山市を創ることを目標にしている。
日本維新の会と連携協定を結んだ京都維新の会との合流も模索している。
2012年6月10日投開票の福知山市長選挙に荒川浩司代表が出馬した。現職の松山正治（自民党推薦）、日本共産党役員の杉本玄太郎、政治思想家の衣川元嗣（福知山新生の会推薦）の計4氏が出馬したこの選挙は「戦後最大の激戦」とされた。なお、結果は前職の松山が再選している。
2014年3月13日臨時総会が開催され、政治団体としては解散することが議決された。なお、任意団体としては存続するようである。